# Pac-Man Vs.
 (juin 2015).
Si vous disposez d'ouvrages ou d'articles de référence ou si vous connaissez des sites web de qualité traitant du thème abordé ici, merci de compléter l'article en donnant les références utiles à sa vérifiabilité et en les liant à la section « Notes et références ».
Pac-Man Vs. est un jeu vidéo Pac-Man développé par Nintendo EAD, édité par Namco et sorti sur GameCube en 2003 avec l'édition Choix des Joueurs de Pac-Man World 2 et les versions GameCube de I-Ninja et R: Racing Evolution.
Pour y jouer, il faut obligatoirement posséder une Game Boy Advance et un câble GameCube-Game Boy Advance. Il fut d'ailleurs un des premiers jeux Nintendo à jouabilité asymétrique, avant la sortie de la Wii U neuf ans plus tard.
Shigeru Miyamoto, créateur de Mario, a conçu le jeu. D'ailleurs, Mario, interprété par Charles Martinet, est l'arbitre du jeu.
Le jeu ressortit dans Namco Museum DS sur Nintendo DS en 2007. Au Japon, Pac-Man Vs. est disponible sur téléphone mobile et jouable via Bluetooth. Le jeu fonctionne également sur la Wii de Nintendo.

## Système de jeu
Le système de jeu utilise la Game Boy Advance dans un mode unique. Un joueur contrôle Pac-Man avec la console portable, qui affiche l'ensemble du labyrinthe, tandis que les autres joueurs contrôlent chacun des fantômes avec la manette GameCube. Le jeu ne peut être joué en solo. Un joueur doit contrôler Pac-Man, et au moins un autre doit incarner un fantôme.
L'objectif de Pac-Man est de manger toutes les pac-gommes sur le plateau de jeu, tout en évitant d'être touché par les fantômes. L'objectif de ceux-ci est d'attraper Pac-Man, simplement en le touchant. Les joueurs jouant les fantômes ont chacun une vue 3D limitée de l'environnement de leurs propres fantômes sur l'écran de télévision ainsi que la zone autour des fantômes des autres joueurs, car ils sont tous affichés sur le même écran. Les joueurs contrôlant les fantômes peuvent prolonger temporairement leur point de vue en mangeant des fruits. Si un fantôme attrape Pac-Man, les deux joueurs s'échangent les contrôleurs, avec le joueur fantôme ayant attrapé Pac-Man prenant la GBA et contrôlant Pac-Man jusqu'à ce qu'il subisse le même sort. Un petit radar permet de montrer les fantômes de leurs positions relatives les unes aux autres afin qu'ils puissent tenter de faire équipe pour piéger Pac-Man. Une fois le nombre de pac-gommes inférieur à 25, elles deviennent invisibles pour les fantômes.
S'il y a moins de quatre joueurs, des fantômes controlés par l'IA commencent gris et sont inoffensifs pour Pac-Man. Cependant, un joueur fantôme peut toucher un fantôme gris et marquer avec sa propre couleur. Si un fantôme de couleur contrôlé par ordinateur touche Pac-Man, il le tue et compte pour le score de son propriétaire.
Le premier joueur à atteindre un score prédéterminé de 7 000, 10 000 ou 15 000 points gagne, et le jeu se termine. Bien que Pac-Man et les fantômes peuvent marquer des points en mangeant des fruits, Pac-Man a l'avantage d'avoir plus de moyens pour marquer des points. Pac-Man peut marquer des points en mangeant des pac-gomme sur la carte. Après avoir mangé toutes les pac-gommes sur la carte, Pac-Man reçoit un bonus de 1600 points et obtient de continuer à jouer sur un nouveau conseil d'administration. Si Pac-Man mange une super pac-gomme, tous les fantômes deviennent bleus, et Pac-Man peut les manger pour les points de bonus (qui, si possible, sont soustraits du score du fantôme mangé). En addition, être Pac-Man vaut 1600 points, les points qui sont perdus et donnés à quel joueur qui peut attraper Pac-Man.
Il y a plusieurs cartes disponibles, y compris le niveau classique du jeu original. La scène classique conserve un design rétro et dépourvue de toute musique de fond, mais les étapes restantes ont toutes un thème de leur conception (la jetée Panic semble être fait de piliers par exemple) et une chanson de fond, dont la plupart proviennent de Pac-Mania . Une des chansons est de Pac-Man Arrangement, qui est le monde 1 du jeu. La carte de sélection sur la version DS ne dispose que de cinq des six cartes Gamecube ; Cependant les noms et les thèmes pour chacun ont été modifiés. La musique de fond sélectionnée dans les stades DS sont des chansons refaites et / ou des mélanges de Pac-Mania, Pac & Pal, Thunder Ceptor, Dragon Spirit, et Libble Rabble.